# Сухадоле (Коменда)
Сухадоле (словен. Suhadole) је насељено место у општини Коменда, Средњесловенска регија, Словенија.

## Историја
До територијалне реорганизације у Словенији било је у саставу старе општине Камник.

## Становништво
У попису становништва из 2011. године, Сухадоле је имало 770 становника.
| Број становника према пописима | Број становника према пописима | Број становника према пописима |
| ------------------------------ | ------------------------------ | ------------------------------ |
| 1991                           | 2002                           | 2011                           |
| 557                            | 625                            | 770                            |

Напомена: Године 2008. извршена је мања размена територија између насеља Сухадоле и Жеје при Коменди.